# Luxiaria subrasata
Luxiaria subrasata là một loài bướm đêm trong họ Geometridae.